# Roszkowa Wola
Roszkowa Wola – wieś w Polsce położona w województwie łódzkim, w powiecie tomaszowskim, w gminie Rzeczyca.
Przez wieś przebiega jedna z głównych linii kolejowych w Polsce. Jest to linia Warszawa – Katowice.
Miejscowość znajduje się na pograniczu województwa łódzkiego oraz mazowieckiego.
W latach 1975–1998 miejscowość administracyjnie należała do województwa piotrkowskiego.
W Roszkowej Woli urodziła się Franciszka Siedliska – założycielka Zgromadzenia Sióstr Nazaretanek.